# Пеньїтас (Техас)
Пеньїтас (англ. Peñitas) — місто (англ. city) в США, в окрузі Ідальго штату Техас. Населення — 6460 осіб (2020).

## Географія
Пеньїтас розташований за координатами 26°15′0″ пн. ш. 98°26′22″ зх. д. / 26.25000° пн. ш. 98.43944° зх. д. (26.249999, -98.439437).  За даними Бюро перепису населення США в 2010 році місто мало площу 10,28 км², з яких 10,28 км² — суходіл та 0,01 км² — водойми.

## Демографія
Згідно з переписом 2010 року, у місті мешкали 4403 особи в 1081 домогосподарстві у складі 998 родин. Густота населення становила 428 осіб/км².  Було 1210 помешкань (118/км²). 
Расовий склад населення:
| - 99,4 % — білих - 0,1 % — корінних американців |

До двох чи більше рас належало 0,1 %. Іспаномовні складали 98,2 % від усіх жителів.
За віковим діапазоном населення розподілялося таким чином: 38,0 % — особи молодші 18 років, 55,8 % — особи у віці 18—64 років, 6,2 % — особи у віці 65 років та старші. Медіана віку мешканця становила 26,2 року. На 100 осіб жіночої статі у місті припадало 95,3 чоловіків;  на 100 жінок у віці від 18 років та старших — 94,3 чоловіків також старших 18 років.
Середній дохід на одне домашнє господарство  становив 46 164 долари США (медіана — 34 057), а середній дохід на одну сім'ю — 48 588 доларів (медіана — 35 147). Медіана доходів становила 25 517 доларів для чоловіків та 19 236 доларів для жінок. За межею бідності перебувало 26,0 % осіб, у тому числі 33,3 % дітей у віці до 18 років та 12,7 % осіб у віці 65 років та старших.
Цивільне працевлаштоване населення становило 1861 особа. Основні галузі зайнятості: освіта, охорона здоров'я та соціальна допомога — 26,5 %, будівництво — 19,3 %, роздрібна торгівля — 11,0 %, транспорт — 9,1 %.